# Коломбе ла Фос
Коломбе ла Фос (фр. Colombé-la-Fosse) је насеље и општина у североисточној Француској у региону Шампањ-Арден, у департману Об која припада префектури Бар сир Об.
По подацима из 2011. године у општини је живело 208 становника, а густина насељености је износила 22,34 становника/km². Општина се простире на површини од 9,31 km². Налази се на средњој надморској висини од 229 метара.

## Демографија
| 1962. | 1968. | 1975. | 1982. | 1990. | 1999. | 2011. |
| ----- | ----- | ----- | ----- | ----- | ----- | ----- |
| 169   | 178   | 151   | 182   | 195   | 237   | 208   |

График промене броја становника у току последњих година